# Bulungu
Bulungu este un oraș în  provincia Bandundu, Republica Democrată Congo. În 2012 avea o populație de 57 168 de locuitori, iar în 2004 avea 47 013.